# Helen Prejean
Helen Prejean (Baton Rouge, 21 de abril de 1939) é uma freira católica estadunidense. Irmã da ordem de São José, Prejean se tornou uma das principais ativistas contra a pena de morte em seu país.

## Biografia
Seus esforços contra a pena de morte se iniciaram em 1981 em Nova Orleans, através das correspondências que trocava com Elmo Patrick Sonnier, sentenciado à cadeira elétrica por assassinato. Ela visitou Sonnier na prisão e concordou em ser a guia espiritual dele nos meses que antecederam à sua morte. Concordou também, a pedido do condenado, em presenciar a morte dele. A experiência deu à Prejean uma ótica do processo de execução nas cadeias estadunidenses. A partir de então se tornou uma ativista contra a pena de morte e também fundou a organização não-governamental Survive, que fornece acompanhamento psicológico às famílias das vítimas de violência.
Prejean, desde então, foi guia espiritual de vários outros prisioneiros condenados à morte e assistiu a várias outras execuções. Foi também presidente da Coalizão Nacional para a Abolição da Pena de Morte (National Coalition to Abolish the Death Penalty) de 1993 a 1995.
Um relato autobiográfico de seu relacionamente com Sonnier e outros condenados à morte serviu de base para o filme Dead Man Walking (tradução literal: Homem Morto Andando). No filme, Susan Sarandon (premiada com o Oscar de melhor atriz pela performance) interpreta Prejean e Sean Penn interpreta Matthew Poncelet, personagem baseado em Sonnier e em Robert Lee Willie, acusado de estuprar e matar Faith Hathaway de 18 anos em 28 de maio de 1980. Também foi acusado de estuprar Debbie Cuevas Morris, que tinha apenas 16 anos em 1980. Morris mais tarde escreveu o livro Forgiving the Dead Man Walking (Perdoando o Homem Morto Andando).
O segundo livro de Prejean, intitulado The Death of Innocents: An Eyewitness Account of Wrongful Executions (tradução literal: A morte de inocentes: uma testemunha ocular de execuções errôneas) foi publicado em dezembro de 2004. Nele, ela conta a história de Dobie Gillis Williams e Joseph O'Dell, dos quais foi guia durante suas respectivas execuções. Ela acredita que ambos sejam inocentes. O livro também analisa as recentes decisões da Suprema Corte dos Estados Unidos em permitir o uso da pena de morte e o recorde do governo de George W. Bush no Texas, considerado o governo que mais executou na história do estado em questão.
Em 1998, Prejean recebeu o prêmio Pacem in Terris, instituído em 1964 para comemorar a encíclica de mesmo nome assinada no ano anterior pelo papa João XXIII.
Apesar de lutar mais ativamente contra a pena de morte, Prejean também é contra o aborto e a eutanásia, compartilhando a mesma visão que o Vaticano.